# Villotte-Saint-Seine
Villotte-Saint-Seine település Franciaországban, Côte-d’Or megyében. Lakosainak száma 67 fő (2022. január 1.). Villotte-Saint-Seine Salmaise, Bligny-le-Sec, Turcey és Verrey-sous-Salmaise községekkel határos.

## Népesség
A település népessége az elmúlt években az alábbi módon változott:
| Lakosok száma | 109  | 61   | 74   | 66   | 56   | 68   | 76   | 76   | 74   | 67   |
|               | 1968 | 1982 | 1999 | 2006 | 2012 | 2015 | 2017 | 2018 | 2020 | 2022 |